# Consejo Privado del Rey para Canadá
El Consejo Privado del Rey para Canadá (Inglés: King's Privy Council for Canada) (KPC) (Francés: Conseil privé du Roi pour le Canada) (CPR) es el consejo del Rey de Canadá, cuyos miembros son seleccionados por el Gobernador General de Canadá. El cargo es permanente, y se encargan de aconsejar al primer ministro.